# Orion (Sternbild)
Der Orion [oˈʀiːɔn] ist ein markantes Sternbild, das am Himmelsäquator liegt. Es ist weltweit Mitte Dezember gut zu sehen, weil es um Mitternacht dann hoch über dem Horizont steht und sich die Sonne auf der Gegenseite des Sternenhimmels weit unterhalb des Horizonts befindet. Für nördliche Breitengrade wie in Mitteleuropa gilt das wegen des dortigen Winters mit seinen langen Nächten in besonderem Maße, und das Sternbild ist um Mitternacht dort verhältnismäßig hoch über dem südlichen Horizont zu sehen.
Das Sternbild hat mit Rigel und Beteigeuze zwei Sterne erster Größe. Drei Sterne zweiter Größe stellen den Gürtel des Orion dar: Alnitak (Zeta Orionis), Alnilam (Epsilon Orionis) und Mintaka (Delta Orionis). Das Sternbild enthält ein ausgedehntes Sternentstehungsgebiet, dessen auffälligste Komponente der mit bloßem Auge sichtbare Orionnebel ist.

## Beschreibung
Das Sternbild liegt auf dem Himmelsäquator zwischen dem Fluss Eridanus und dem Einhorn und ist in Mitteleuropa etwa von August (Morgenhimmel) bis April (Abendhimmel) zu sehen, auf der Südhalbkugel in höheren Breitengraden etwa von Juli (Morgenhimmel) bis Mai (Abendhimmel).
Im Zyklus der Präzession der Erdachse erscheint Orion gegenwärtig an seiner fast nördlichsten Stellung, wird seine südlichste in 13.000 Jahren erreichen und dann von Mitteleuropa aus nicht mehr vollständig zu sehen sein.
Der Orion ist ein mythischer Himmelsjäger, dabei bilden die Sterne Beteigeuze (α Orionis, Bestandteil des Winterdreiecks) und Bellatrix (γ) die Schultern, die Sterne Rigel (β Orionis, Eckpunkt des Wintersechsecks) und Saiph (κ) die Füße.
Die Gürtelsterne Alnitak, Alnilam und Mintaka (ζ, ε und δ Orionis) in stark überstrecktem Winkel werden auch drei Könige, Jakobsstab oder Jakobsleiter genannt und sind Teil des offenen Sternhaufens Cr 70.
Die Hauptsterne – abgesehen vom roten Riesen Beteigeuze – weisen ein ähnliches Alter und ähnliche Zustandsgrößen auf.
Als Schwertgehänge wird eine Kette von Sternen bezeichnet, die sich von Norden nach Süden aus M42 , θ und ι Orionis zusammensetzt. Nördlich liegt der offene Sternhaufen NGC 1981.
In der unteren Hälfte in der Mitte des Schwertgehänges des Orion ist der flächenhellste Emissionsnebel als Orionnebel M 42 mit freiem Auge zu sehen. Das ausgeprägte Sternentstehungsgebiet umgibt die Trapezsterne θ1 Orionis und θ2 Orionis und stellt die leuchtende Spitze eines ausgedehnten Wolkenkomplexes interstellarer Materie dar, der das gesamte Sternbild durchzieht. Nördlich über M42 grenzt der Teilnebel M43 an, auch kleiner Orionnebel oder de Mairans Nebel bezeichnet.
Der etwa 8° lange Bogen der schwächeren Sterne π1, π2, π3, π4, π5 und π6 Orionis wird in verschiedenen alten Darstellungen als Keule, Bogen und bei Albrecht Dürer als Umhang interpretiert.
Der Stern Meissa (λ Orionis), der Orions Kopf markiert, befindet sich in dem offenen Sternhaufen Cr 69.
Etwa ein halbes Grad südlich des linken Gürtelsterns Alnitak befindet sich der berühmte Pferdekopfnebel B 33, eine Dunkelwolke, die sich deutlich vor dem Emissionsnebel IC 434 abzeichnet.
Im Orion befindet sich auch der Emissionsnebel Barnard’s Loop, der sich in einem weiten Bogen von etwa 12° Durchmesser von Norden her um die Gürtelsterne zieht und im Süden bis nahe Rigel reicht.

## Geschichte

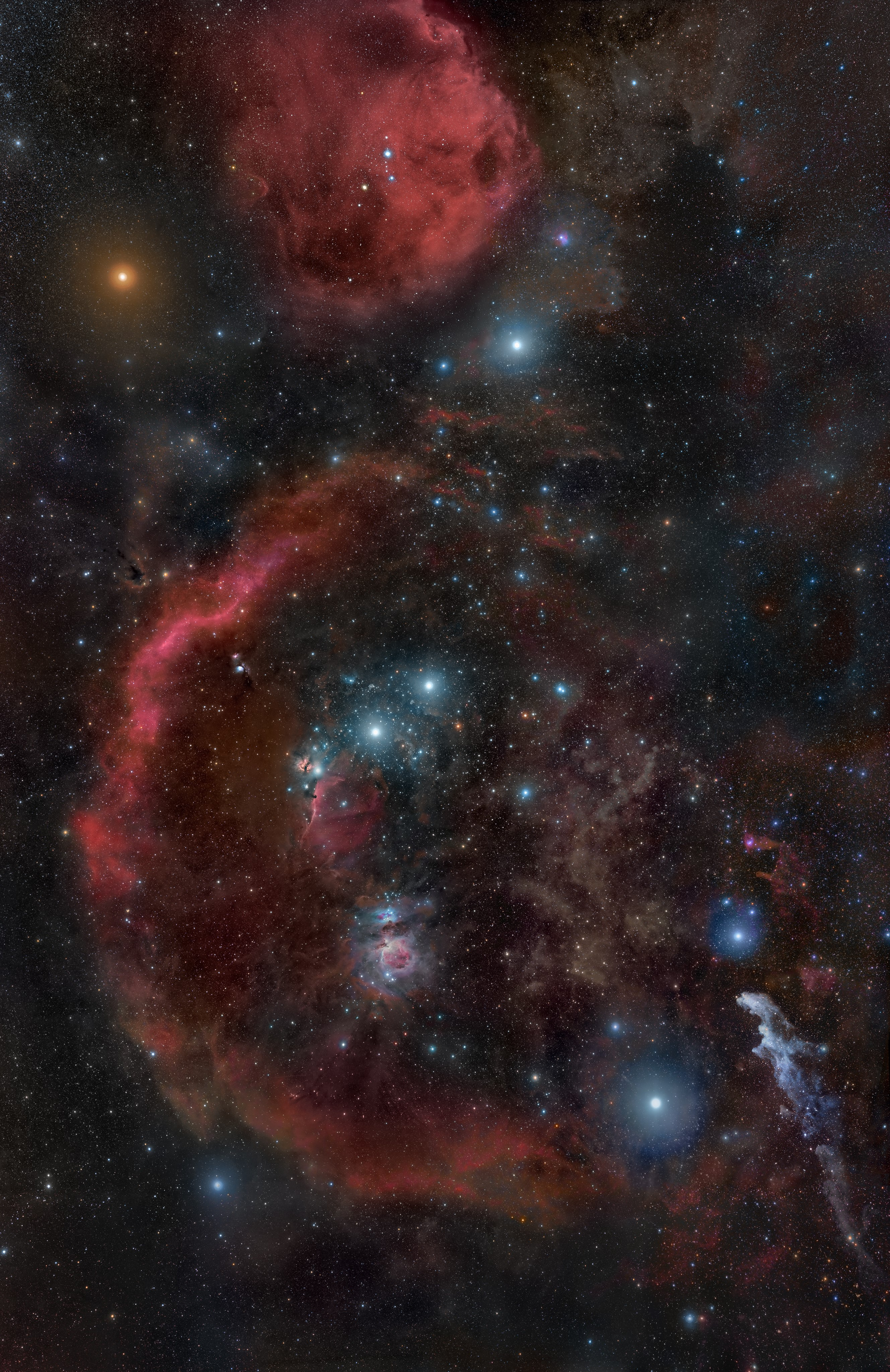
Orion mit rot leuchtenden Wolken ionisierten Wasserstoffs (H-alpha).
Der große Bogen wird Barnard’s Loop genannt. (Langzeitaufnahme)

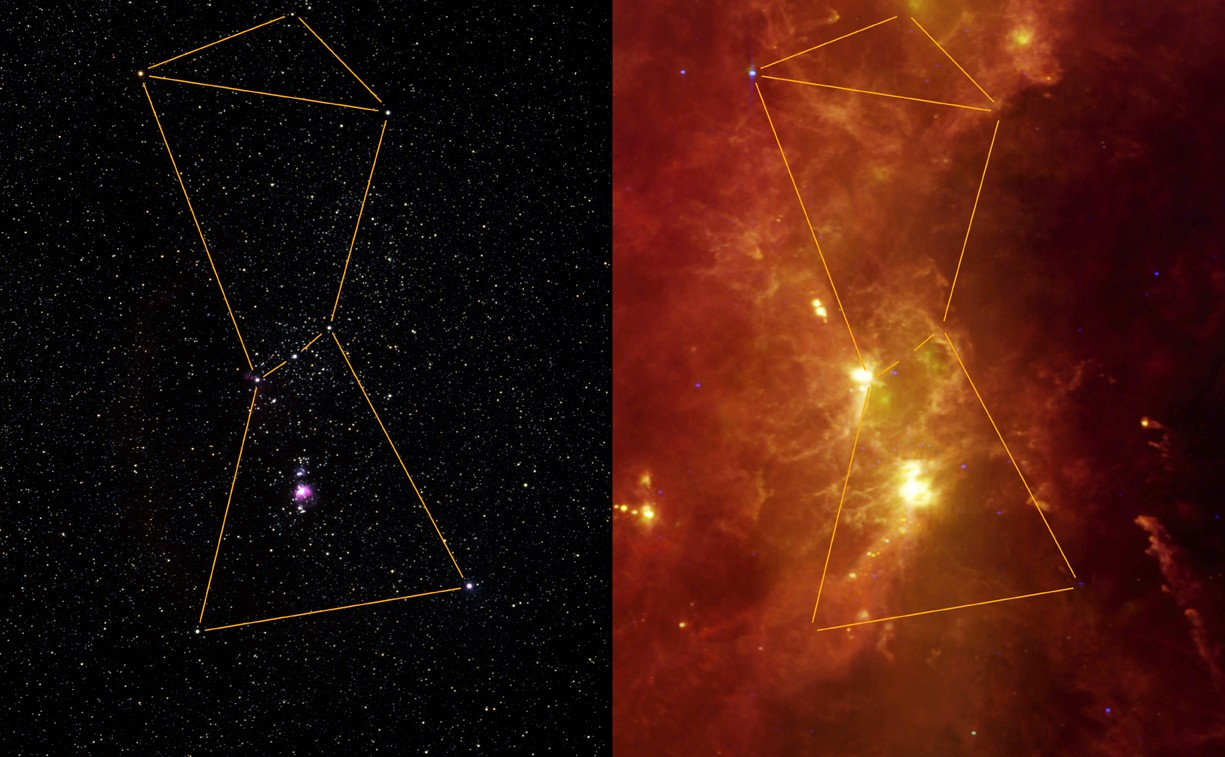
Orion im sichtbaren und im infraroten Spektralbereich

Orion: Die Spektralklassen sind an den verschiedenen Farben der Sternspuren zu erkennen. (Aufnahme: Belichtungszeit ca. 600 s, auf Agfacolor L UT 18, Karlsruhe)

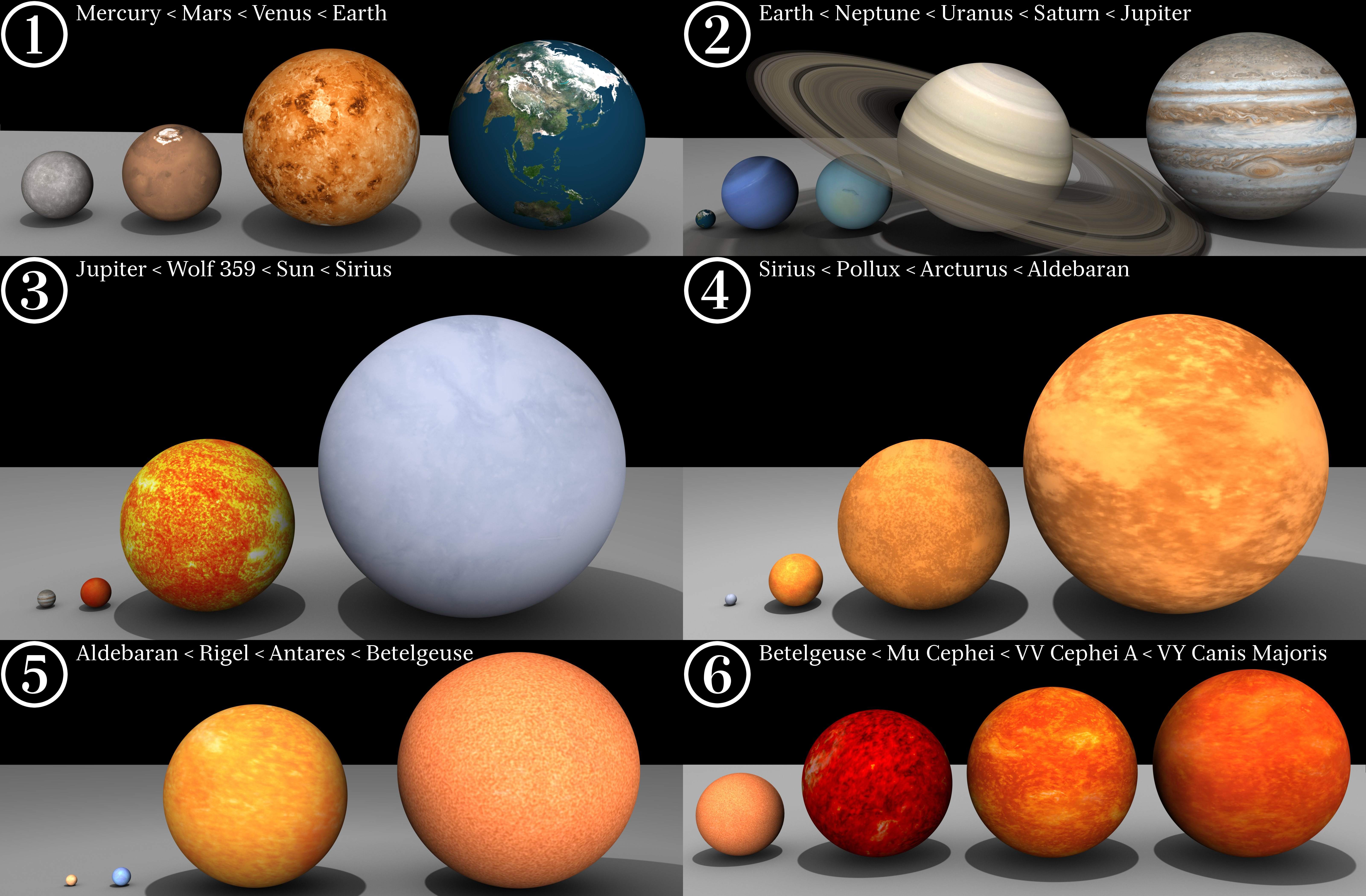
Die Hauptsterne des Orion im Größenvergleich zueinander sowie zu anderen Himmelskörpern: Rigel im Bild 5, zweiter von links, zwischen Aldebaran und Antares; daneben Betelgeuse. Auf Bild 6: Betelgeuse ganz links, neben Mu Cephei

Wegen seiner Auffälligkeit wurden dem Sternbild von Völkern des Altertums diverse Bedeutungen zugeschrieben:
Die Sumerer sahen darin ein Schaf. Bei ihnen war Beteigeuze, der aus dem Arabischen mitunter mit „Achsel“ übersetzt wird, die „Achsel des Schafs“.
Bei den Ägyptern sah man darin eine Widerspiegelung ihres Gottes Osiris.
Die antiken Griechen identifizierten das Sternenbild mit dem großen Jäger Orion.
Orion wird in Horaz’ Oden, Homers Odyssee und Ilias sowie in Vergils Aeneis erwähnt.

Möglicherweise ist der Name des Sternbilds älter als die griechische Mythologie selbst. So wird bisweilen die Vermutung geäußert, der Name leite sich vom akkadischen Uru-anna, „Licht des Himmels“, ab und sei später von den Griechen übernommen worden.
Es wird auch vermutet, dass die Griechen die Heldengestalt aus dem sumerisch-babylonischen Epos um Gilgamesch, den mythischen König von Uruk, übernahmen.
In der Bibel wird der Orion in den Büchern Hiob (Hi 9,9 ; 38,31 ) und Amos (Am 5,8 ) erwähnt: „Knüpfst du die Bänder des Siebengestirns, oder löst du die Fesseln des Orion?“ (Hi 38,31 ).
Die Germanen erkannten in dem Sternbild einen Pflug.
Bei den Wikingern fand sich oft die Interpretation des Gottes Thor, der durch einen Fluss watet und den Gott Loki an seinem Gürtel hängend hinüber zieht.
Im alten China war das Sternbild einer der 28 „Wohnsitze“ (chinesisch 宿, Pinyin xìu) in den chinesischen Sternenkonstellationen. Es wird als Shen 參 bezeichnet, was „drei“ bedeutet und wahrscheinlich von den drei Gürtelsternen herrührt.
Für die Insulaner der Südsee stellte die Konstellation ein Kriegsboot oder einen Schmetterling dar.
Im Coelum Stellatum Christianum von Julius Schiller heißt es Heiliger Josef.

## Mythologie
Zum Leben und Wirken des Orion existieren in der griechischen Mythologie unterschiedliche Versionen:
So soll er der Sohn des Meeresgottes Poseidon gewesen sein, der die Insel Chios von wilden Tieren befreite. Als er jedoch Merope, die Tochter des Königs Oenopion vergewaltigte, wurde er zur Strafe von ihrem Vater geblendet. Orion wanderte blind nach Osten, um von den Strahlen der Morgensonne geheilt zu werden. Eos, die Göttin der Morgenröte, verliebte sich augenblicklich in ihn. Die keusche Jagdgöttin Artemis missgönnte ihr den jungen Mann und erschoss ihn mit einem Pfeil. Orion und die Plejaden wurden am Himmel verewigt, letztere als „Siebengestirn“.
Einer anderen Version nach wollte Artemis aus Liebe zu Orion ihrem Keuschheitsgelübde entsagen. Ihr Zwillingsbruder Apollon, der dies verhindern wollte, bediente sich einer List. Er überredete Artemis, sich im Bogenschießen zu üben und auf die Meereswellen zu zielen, während Orion dort schwamm. Orion wurde von einem Pfeil tödlich getroffen. Die trauernde Artemis versetzte ihren Geliebten an den Himmel.
In einer anderen Überlieferung brüstete Orion sich damit, der größte Jäger der Welt zu sein, was ihm von Zeus’ Ehefrau Hera verübelt wurde. Sie sandte einen Skorpion aus, der Orion einen tödlichen Stich zufügte. Zeus versetzt daraufhin beide an den Himmel. Wenn das Sternbild Skorpion im Osten aufgeht, muss Orion den Himmel im Westen verlassen. Dadurch stehen die beiden Kontrahenten niemals zusammen am Himmel.

## Himmelsobjekte

### Sterne
| B   | F  | Namen oder andere Bezeichnungen | Scheinbare Helligkeit (mag) | Entf. (Lj.) | Spektralklasse        |
| --- | -- | ------------------------------- | --------------------------- | ----------- | --------------------- |
| α   | 58 | Beteigeuze, Betelgeuse          | 0,0 bis 1,6                 | 0640        | M1-2 Ia-Iab           |
| β   | 19 | Rigel                           | 0,03 bis 0,3                | 0773        | B8 Iab + B9 V + B9 V  |
| γ   | 24 | Bellatrix                       | 1,64                        | 0243        | B2 III                |
| ε   | 46 | Alnilam                         | 1,69                        | 1342        | B0 Iab                |
| ζ   | 50 | Alnitak                         | 1,74                        | 0818        | O9.7 Ibe + O + B0 III |
| κ   | 53 | Saiph                           | 2,07                        | 0722        | B0.5 Iavar            |
| δ   | 34 | Mintaka                         | 2,20 bis 2,35               | 0916        | O9.5 II + B2 V        |
| ι   | 44 | Nair Al Saif, Hatysa            | 2,75                        | 1326        | O9 III                |
| π3  | 01 | Tabit                           | 3,19                        | 026         | F6 V                  |
| η   | 28 | Eta Orionis                     | 3,35                        | 0901        | B1 V + B2             |
| λ   | 39 | Meissa                          | 3,39                        | 1056        | O8 III + B0.5 V       |
| τ   | 20 |                                 | 3,59                        | 0555        | B5 III                |
| π4  | 03 | Pi4 Orionis                     | 3,68                        | 809 ± 76    | B2 III SB             |
| π5  | 08 |                                 | 3,71                        | 1342        | B2 III SB             |
| σ   | 48 | Sigma Orionis                   | 3,77                        | 1149        | O9.5 V                |
| ο2  | 09 |                                 | 4,06                        | 0169        | K2 III                |
| φ2  | 40 | Khad Posterior                  | 4,09                        | 0116        | G8 III-IV             |
| μ   | 61 |                                 | 4,12                        | 0152        | A2 Vm                 |
| e   | 29 |                                 | 4,13                        | 0174        | G8 III                |
| A   | 32 |                                 | 4,20                        | 0289        | B5 V                  |
| π2  | 02 |                                 | 4,35                        | 0194        | A1 Vn                 |
| φ1  | 37 | Khad Prior                      | 4,39                        | 0985        | B0 IV                 |
| χ1  | 54 | Chi1 Orionis                    | 4,39                        | 028         | G0 V                  |
| ν   | 67 |                                 | 4,42                        | 0535        | B3 IV                 |
| ξ   | 70 |                                 | 4,45                        | 0635        | B3 IV                 |
| ρ1  | 17 |                                 | 4,46                        | 0344        | K3 III                |
| π6  | 10 |                                 | 4,47                        | 0954        | K2 II                 |
| ω   | 47 |                                 | 4,50                        | 1623        | B3 IIIe               |
| 400 |    | HR 2113                         | 4,53                        | 3978        | K2 III                |
| c   | 42 |                                 | 4,58                        | 0786        | B2 III                |
| ψ2  | 30 |                                 | 4,59                        | 1418        | B2 IV                 |
| υ   | 36 | Thabit                          | 4,62                        | 1330        | B0 V                  |
| χ2  | 62 | Chi2 Orionis                    | 4,64                        | 4270 ± 680  | B2 Ia                 |
| π1  | 07 |                                 | 4,64                        | 0121        | A0 V                  |
| 400 | 11 |                                 | 4,65                        | 0400        | A0V p Si              |
| 400 | 31 |                                 | 4,71                        | 0456        | K5 III                |
| ο1  | 04 |                                 | 4,71                        | 0542        | M3                    |
| 400 | 22 |                                 | 4,72                        | 1289        | B2 IV-V               |
| 400 | 56 |                                 | 4,76                        | 1113        | K2 IIvar              |
| 400 | 49 |                                 | 4,77                        | 0154        | A4 V                  |
| 400 |    | HR 1887                         | 4,78                        | 1864        | B0.5 V                |
| 400 | 15 | 15 Orionis                      | 4,81                        | 0319        | F2 IV                 |
| ψ1  |    |                                 | 4,89                        | 1110        | B1 V:pe               |
| 400 | 51 |                                 | 4,90                        | 0302        | K1 III                |
| 400 |    |                                 | 4,91                        | 0507        | M1 III                |
| 400 |    | HR 1952                         | 4,95                        | 2091        | B2 IV-V               |
| 400 | 69 |                                 | 4,95                        | 0775        | B5 Vn                 |
| 400 | 23 |                                 | 4,99                        | 0962        | B1 V                  |
| 400 | 74 |                                 | 5,04                        | 064         | F5 IV-V               |
| 400 | 27 |                                 | 5,07                        | 0172        | K0 III                |
| 400 | 64 |                                 | 5,14                        | 1070        | B8 V                  |
| 400 |    | HR 1684                         | 5,18                        | 0321        | K5 III                |
| 400 | 06 |                                 | 5,18                        | 0241        | A3 V                  |
| 400 | 71 |                                 | 5,20                        | 069         | F6 V                  |
| 400 | 60 |                                 | 5,21                        | 0367        | A1 Vs                 |
| 400 | 45 |                                 | 5,24                        | 0371        | F0 III                |
| 400 | 52 |                                 | 5,26                        | 0480        | A5 V                  |
| 400 | 38 |                                 | 5,32                        | 0345        | A2 V                  |
| 400 | 05 |                                 | 5,33                        | 0638        | M1 III                |
| 400 |    | HR 1571                         | 5,33                        | 0441        | K1 III                |
| 400 | 14 |                                 | 5,33                        | 0194        | A m                   |
| 400 | 72 |                                 | 5,34                        | 0480        | B7 V                  |
| 400 | 21 |                                 | 5,34                        | 0198        | F5 IIvar              |
| 400 |    | HR 1861                         | 5,34                        | 2569        | B1 IV                 |
| 400 |    | HR 1519                         | 5,35                        | 0267        | A m                   |
| 400 |    | HR 1868                         | 5,36                        | 1853        | B1 V                  |
| 400 | 55 |                                 | 5,36                        | 1681        | B2 IV-V               |
| 400 | 75 |                                 | 5,39                        | 0254        | A2 V                  |
| 400 |    | HR 1507                         | 5,39                        | 0157        | F0 V                  |
| 400 |    | U Orionis                       | 5,40                        | 2146        | M6 e – M9.5 e         |
| 400 | 16 |                                 | 5,43                        | 0176        | A2 m                  |
| 400 | 73 |                                 | 5,44                        | 1400        | B9 II-III             |
| 400 | 33 |                                 | 5,46                        | 1568        | B1.5 V                |
| 400 |    | HR 1709                         | 5,50                        | 0599        | K4 III                |
| θ2  | 43 | HR 1897                         | 5,63                        | 1097 ± 79   | O9.5 Vpe              |
| 400 |    | HD 37605                        | 8,7                         | 0143        | K0                    |

Bellatrix (Gamma Orionis), der dritthellste Stern im Orion, ist ein rötlich leuchtender Stern in 243 Lichtjahren Entfernung. Er besitzt die 4000-fache Leuchtkraft unserer Sonne. Der Name Bellatrix ist lateinisch und bedeutet „Kriegerin“.
Epsilon Orionis, der mittlere der Gürtelsterne, ist ein 1340 Lichtjahre entfernter bläulich-weißer Überriese. Der Name Alnilam ist altarabischen Ursprungs und bedeutet „Perlschnur“.

### Mehrfachsterne

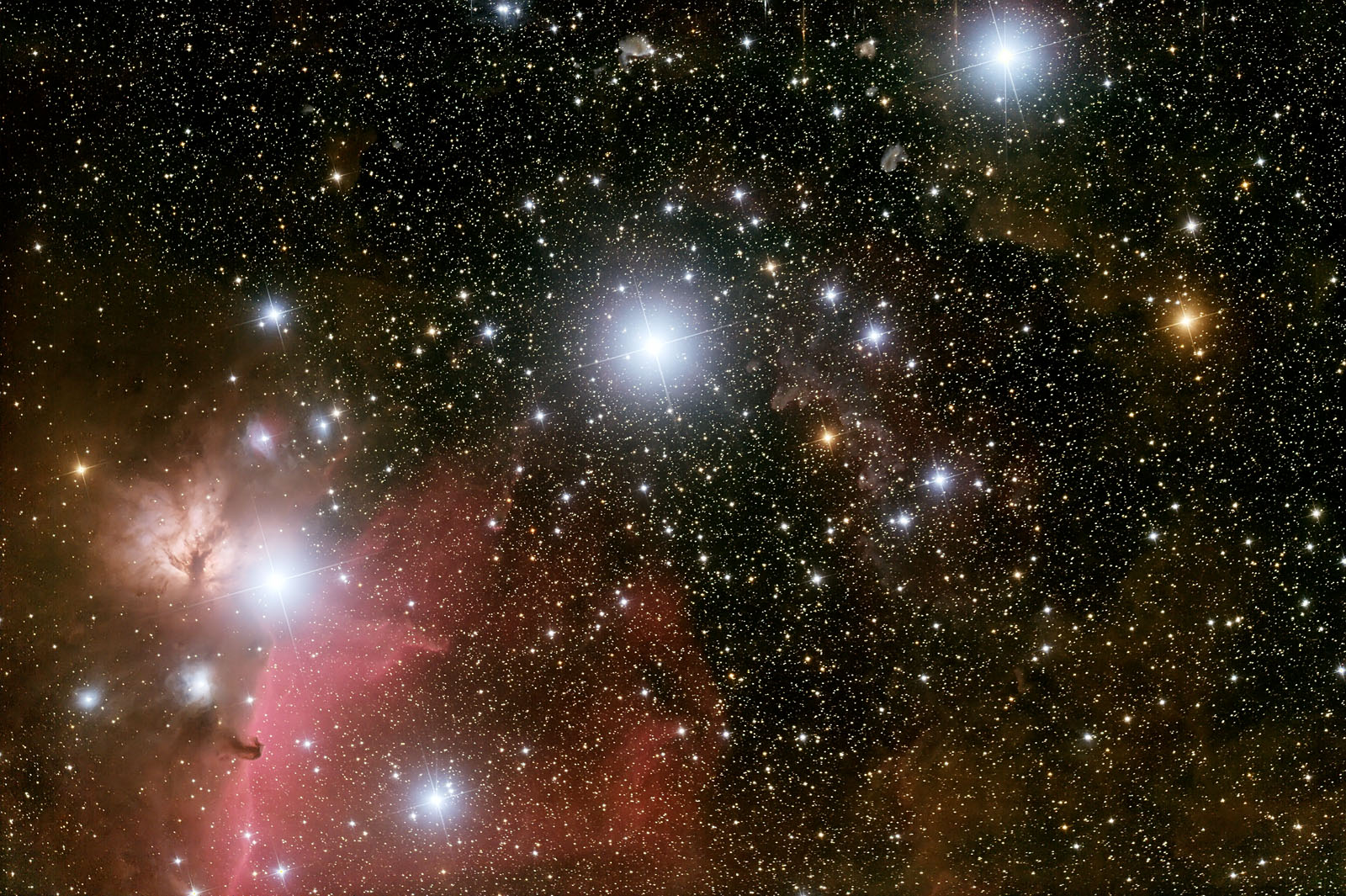
Die drei Gürtelsterne des Orion. Flammennebel und Pferdekopfnebel (links unten) sind nur fotografisch gut zu beobachten

| System | Größen (mag)           | Abstand          |
| ------ | ---------------------- | ---------------- |
| β      | 0,3 / 6,8 / 6,8        | 09,8"            |
| θ1     | divers                 | divers           |
| ι      | 2,8 / 6,9              | 11,3"            |
| λ      | 3,6 / 5,5              | 04,4"            |
| σ      | fünffach (4,0 bis 9,5) | siehe σ Ori      |
| o², ο¹ | 4,1 / 4,6              | opt. Doppelstern |

Rigel (Beta Orionis) ist trotz seiner Entfernung von 770 Lichtjahren der siebthellste Stern am Nachthimmel. Es handelt sich um ein Doppelsternsystem. Der Hauptstern ist ein blauer Riese mit der 17-fachen Masse, dem 60-fachen Durchmesser und der 40.000-fachen Leuchtkraft unserer Sonne. Er ist damit einer der leuchtkräftigsten Sterne unserer Milchstraße. Im Teleskop wird ein Begleitstern der 6. Größenklasse sichtbar. Die Beobachtung ist nicht ganz einfach, da der 0,1m helle Hauptstern den Begleiter überstrahlt. Der Hauptstern pulsiert leicht, wobei sich seine Helligkeit über einen Zeitraum von etwa 25 Tagen um 0,03 bis 0,3m verändert. Der altarabische Name Rigel leitet sich von „der linke Fuß“ ab.
Theta1 Orionis ist ein auch unter der Bezeichnung Trapez bekannter Teil eines Sternenhaufens (Asterismus). Im Washington Visual Double Star Catalog gibt es 42 Einträge, von denen 18 wiederum Doppelsterne sind.
Zeta Orionis, der linke Gürtelstern, ist ein Dreifachstern in 817 Lichtjahren Entfernung. Ein Begleitstern der 4. Größenklasse kann bereits mit einem kleinen Teleskop beobachtet werden.

Der arabische Name Alnitak bedeutet „Gürtel“.
Delta Orionis, der rechte Gürtelstern, ist ebenfalls ein Dreifachstern. Das System ist 916 Lichtjahre entfernt. Im Teleskop wird ein 6,9m heller Begleitstern sichtbar. Der 2,2m helle Hauptstern besitzt noch einen engen Begleiter, der allerdings nur spektroskopisch nachgewiesen werden kann.
Sigma Orionis ist sogar ein Fünffachstern. Um den spektroskopischen Doppelstern (kleiner Begleiter in 0,3" Abstand) bewegen sich C, D und E in derzeit 11 bis 43" Winkelabstand.
Omikron Orionis ist ein optischer (nur scheinbarer) Doppelstern. Um 1895 wurde aus Anomalien im Linienspektrum von o2 vermutet, dass er mehrfach sein könnte. Neuere Messungen haben das aber nicht bestätigt.

### Veränderliche Sterne
| Stern | Scheinb. Größe (mag) | Periode            | Typ                      |
| ----- | -------------------- | ------------------ | ------------------------ |
| α     | ca. 0,0 bis 1,6      | 420 Tage / 6 Jahre | halbregelmäßig (SR c)    |
| β     | 0,03 bis 0,3         | 22 bis 25 Tage     | leicht unregelmäßig      |
| δ     | 2,20 bis 2,35        |                    | Bedeckungsveränderlicher |
| U     | 4,8 bis 12,6         | 372 Tage           | Mirastern                |
| W     | 5,9 bis 7,7          | 12 Tage            | halbregelmäßig           |

Beteigeuze (Alpha Orionis, int. Betelgeuse) ist ein roter Überriese in rund 640 Lichtjahren Entfernung. Er besitzt etwa die 15-fache Masse und den 630-fachen Durchmesser der Sonne. Befände sich der Stern im Zentrum des Sonnensystems, würde er bis über die Marsbahn hinausragen. Beteigeuze ist ein Einzelstern. Allerdings gibt es Hinweise, dass er sich einen Begleitstern von etwa einer Sonnenmasse einverleibt haben könnte, als er sich vor etwa 100.000 Jahren zu einem Roten Riesen aufblähte. Er ist ein veränderlicher Stern, dessen Helligkeit sich über einen Zeitraum von etwa 6 Jahren stark verändert und meist geringer ist als die von Rigel (β Ori). Ende 2019 durchlief Beteigeuze, möglicherweise ausgelöst durch ausgedehnte Sternflecken, sogar ein Jahrhundertminimum schwächer als 1,7 mag. Der Stern ist am Ende seiner Entwicklung angelangt und es wird erwartet, dass er innerhalb der nächsten 100.000 Jahre als Supernova vom Typ II explodiert.
Der Name stammt von arabisch يد الجوزاء‎, DMG yad al-ǧauzāʾ („Hand des [Sternbilds] Zwilling“, „Hand der Riesin“). Er taucht bereits im Buch der Konstellationen der Fixsterne des arabischen Astronomen Abd ar-Rahman as-Sufi († 986) auf.
Die heutige deutsche Namensform entstand, weil der arabische Anfangsbuchstabe Ya (يـ mit zwei Punkten) fälschlich als Ba (بـ mit einem Punkt) gelesen und so ins Lateinische transkribiert wurde. Während der gesamten Renaissance-Zeit wurde der Stern Bait al-Dschauza genannt, mit der im arabischen Original angenommenen Bedeutung „Achsel der Riesin“, obwohl die richtige Übersetzung von ‚Achsel‘ ابط, DMG Ibṭ gelautet hätte. Daraus entstand der Name Betelgeuse.

### Messier- und NGC-Objekte
| Messier (M) | NGC  | sonstige     | Größe´(mag) | Typ                              | Name                |
| ----------- | ---- | ------------ | ----------- | -------------------------------- | ------------------- |
|             | 1662 |              | 6,4         | Offener Sternhaufen              |                     |
| 42          | 1976 |              | 4,0         | Emissionsnebel                   | Orionnebel          |
| 43          | 1982 |              | 9,0         | Emissionsnebel                   | kleiner Orionnebel  |
| 78          | 2068 |              | 8,0         | Reflexionsnebel                  |                     |
|             | 1977 |              | 7,0         | Reflexionsnebel                  |                     |
|             | 1980 |              | 2,5         | Offener Sternhaufen und Nebel    |                     |
|             | 1981 |              | 4,2         | Offener Sternhaufen              |                     |
|             | 1999 |              |             | Reflexionsnebel                  | Schlüsselloch-Nebel |
|             | 2024 |              |             | diffuser Nebel                   | Flammender Baum     |
|             | 2071 |              | 8,0         | diffuser Nebel                   |                     |
|             |      | IC 434       |             | Emissionsnebel                   | mit Pferdekopfnebel |
|             | 2169 |              | 5,9         | Offener Sternhaufen              |                     |
|             | 2175 |              |             | Offener Sternhaufen mit Gasnebel |                     |
|             | 2186 |              | 8,7         | Offener Sternhaufen              |                     |
|             | 2194 |              | 8,5         | Offener Sternhaufen              |                     |
|             |      | Collinder 69 | 2,8         | Offener Sternhaufen              |                     |

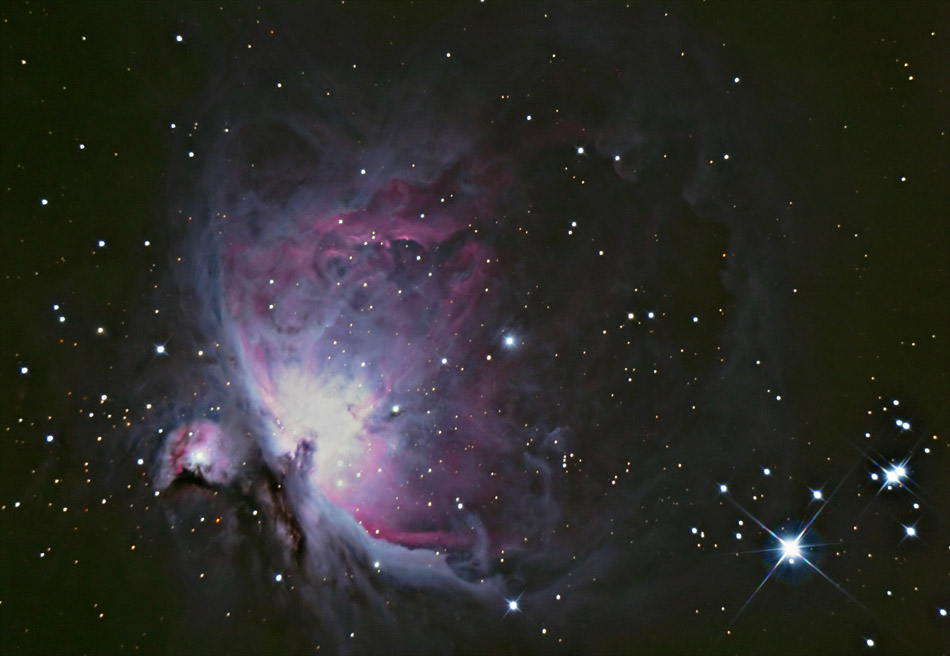
Amateurastronomische Aufnahme des Orionnebels

M 42 und M 43, der 1400 Lichtjahre entfernte Orionnebel, ist eines der bekanntesten Beobachtungsobjekte am Nachthimmel. Bereits im Fernglas ist er als nebliges Gebilde zu erkennen. In einem kleinen Teleskop können im Nebel die vier hellsten Trapezsterne beobachtet werden. In einem Teleskop ab 10 cm Öffnung werden sechs Sterne sichtbar. Die Sterne regen die umliegenden Gaswolken zum Leuchten an, die im Teleskop Details zeigen.
Ein anderes bekanntes Objekt ist eine Staubwolke, die sich vor dem Emissionsnebel IC 434 abzeichnet und aufgrund ihrer Form Pferdekopfnebel genannt wird. Obwohl die Wolke eine große Ausdehnung besitzt, ist ihre Beobachtung aufgrund der geringen Flächenhelligkeit auch mit großen Teleskopen schwierig. Erst lang belichtete Fotografien zeigen Details.

### Meteorstrom
Sternschnuppen treten im Sternbild Orion häufig auf, vor allem im Oktober. Dies ist auf den Meteorstrom der Orioniden zurückzuführen.